# Кайсын
Кайсын (алт. Кайсын) — село в Усть-Канском районе Республики Алтай России. Входит в состав Козульского сельского поселения.

## География
Расположено в горно-степной зоне западной части Республики Алтай и находится у рек Малый Кайсын, Ортулак и Чарыш.
Уличная сеть состоит из трёх географических объектов: ул. Заречная, ул. имени В. И. Тишкишева (в честь Василия Ижеевича Тишкишева, артиста, экс-директора Горно-Алтайской
госфилармонии) и ул. Центральная.
Абсолютная высота 951 метр выше уровня моря
.

## Население
| 2010 | 2011 | 2012 | 2013 | 2014 | 2015 |
| ---- | ---- | ---- | ---- | ---- | ---- |
| 240  | ↘239 | ↘238 | ↗242 | ↗248 | ↗252 |
| 2016 |      |      |      |      |      |
| ↘244 |      |      |      |      |      |

Национальный состав
Согласно результатам переписи 2002 года, в национальной структуре населения алтайцы составляли 95 % от общей численности населения в 245 жителей

## Инфраструктура
«Кайсынская ООШ»
Стадион.
Личное подсобное хозяйство. Животноводство (прежде всего — коневодство).

## Транспорт
Автодорога регионального значения «Подъезд к с. Кайсын» (идентификационный номер 84К-058) протяженностью 0,48 км. (Постановление Правительства Республики Алтай от 12.04.2018 N 107 «Об утверждении Перечня автомобильных дорог общего пользования регионального значения Республики Алтай и признании утратившими силу некоторых постановлений Правительства Республики Алтай»). Выходит на автодорогу регионального значения «Усть-Кан — Коргон» (идентификационный номер 84К-109) протяженностью 63,055 км.